# 比维利耶
比维利耶（法語：Bivilliers，法語發音：[bivilje] ⓘ）是法国奥恩省的一个旧市镇，位于该省东部，属于莫尔塔涅欧佩什区。2016年1月1日，比维利耶和相邻的另外9个市镇合并为新市镇图鲁夫尔欧佩什（Tourouvre au Perche）。

## 地理
比维利耶（48°34'47"N, 0°37'5"E）面积4.15 平方千米，位于法国诺曼底大区奧恩省，该省份为法国西北部内陆省份，北起顺时针与卡爾瓦多斯省、厄尔省、厄尔-卢瓦省、萨尔特省、马耶讷省和芒什省接壤。
与比维利耶接壤的市镇（或旧市镇、城区）包括：比贝尔特雷、凡村、维利耶苏莫尔塔涅。

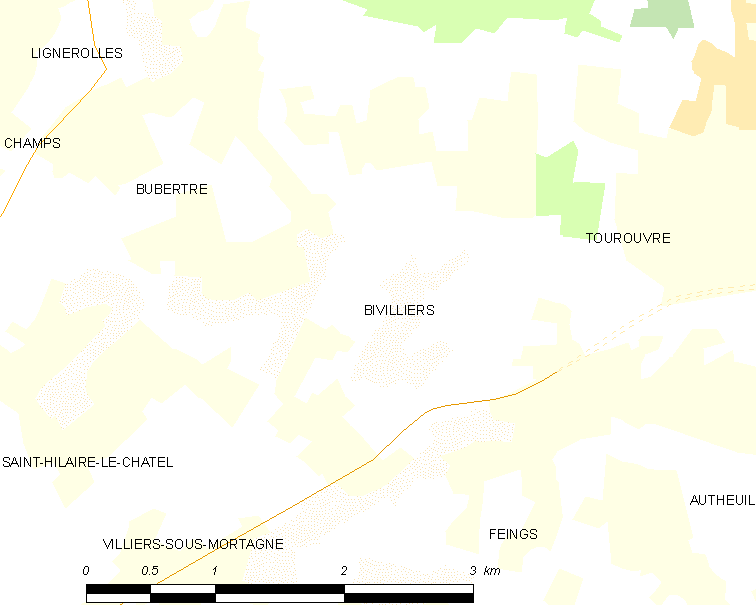
比维利耶的OSM定位图

比维利耶的时区为UTC+01:00、UTC+02:00（夏令时）。

## 行政
比维利耶的邮政编码为61190，INSEE市镇编码为61045。

## 政治
比维利耶所属的省级选区为图鲁夫尔欧佩什县。

## 人口

1962-2008年间比维利耶人口变化图示

比维利耶于2018年1月1日时的人口数量为63人。